# Gyromitra infula
Gyromitra infula (ook wel bisschopsmuts) is een zakjeszwam met een opmerkelijk gevormde geelbruine tot roodbruine geplooide hoedenvorm. Het vruchtlichaam is 5 tot 16 cm. De hoed is onregelmatig, zadelvormig en tot drie- of vierlobbig geplooid. De paddenstoel komt voor op goed vochtige, grazige of bemoste, niet sterk beschaduwde plaatsen en in naaldbossen en kruidenrijke loofbossen.  

## Nederland
De paddenstoel is in Nederland zeer zeldzaam en is als ernstig bedreigd opgenomen op de Nederlandse Rode Lijst. 